# هیرومی یانو
هیرومی یانو (انگلیسی: Hiromi Yano؛ زادهٔ ۵ ژانویهٔ ۱۹۵۵) بازیکن والیبال اهل ژاپن است.